# Muzeum výtvarných umění
Muzeum výtvarných umění v Gentu (nizozemsky Museum voor Schone Kunsten) leží při východním okraji Citadelparku nedaleko Muzea moderního umění.
Stálá sbírka shromažďuje díla od pozdního středověku do poloviny 20. století s důrazem vlámské malířství, avšak obsahuje i obrazy evropských malířů, především francouzských.
Budovu navrhl městský architekt Charles van Rysselberghe počátkem 20. století.